# 627520 Corbey
627520 Corbey è un asteroide della fascia principale. Scoperto nel 2013, presenta un'orbita caratterizzata da un semiasse maggiore pari a 3,1228320 au e da un'eccentricità di 0,2542292, inclinata di 9,70598° rispetto all'eclittica.
Dal 27 novembre 2023 al 15 gennaio 2024, quando 638676 Žižek ricevette la denominazione ufficiale, è stato l'asteroide denominato con il più alto numero ordinale. Prima della sua denominazione, il primato era di 623827 Nikandrilyich.
L'asteroide è dedicato all'antropologo olandese Raymond Corbey.